# Liffey
Liffey (irl. An Life) – rzeka we wschodniej Irlandii, przepływająca przez centrum Dublina. Jest jedną z trzech przepływających przez Dublin (pozostałe to Tolka i Dodder). Jej głównymi dopływami są rzeki Dodder, Poddle i Camac. Rzeka jest głównym źródłem wody pitnej w Dublinie, a także dostarcza szeregu atrakcji rekreacyjnych.

## Nazwa
Poprzednio rzeka była nazwana An Ruirthech, co znaczy „szybki biegacz”. Słowo Liphe (lub Life) odnosiło się początkowo do nazwy równiny, przez którą rzeka płynęła, po czym przyjęto je jako nazwę rzeki. Rzeka znana też była pod nazwą Anna Liffey, pochodzącą prawdopodobnie z anglicyzacji irlandzkiej frazy Abhainn na Life, oznaczającą „rzekę Liffey”.